# Ämari légibázis
Az Ämari légibázis (észtül: Ämari lennuväli) Észtország északnyugati részén, Harju megyében található katonai repülőtér. Ämari kisvárostól északra fekszik. Az Észt Légierő fő bázisa, ott található a légierő parancsnoksága is. 2014-től a kibővített baltikumi légi rendészet keretében NATO-gépek is állomásoznak ott. A szovjet időszakban Suurküla légibázis (észtül: Suurküla lennuvälja, oroszul: аэродром Сууркюль) néven ismerték. A légibázison települt az Észt Légierő légtérellenőrző századának parancsnoksága és a század által működtetett Légi Műveletirányítási Központ.